# جون شاندلير (سياسي)
جون شاندلير (بالإنجليزية: John Chandler)‏ هو سياسي أمريكي، ولد في 18 أكتوبر 1693 في نيو لندن في الولايات المتحدة، وتوفي في 10 أغسطس 1762.